# Diepenveen
Diepenveen (bas saxon : Diepenvene) est un village néerlandais situé dans la commune de Deventer, en province d'Overijssel. Comptant 4 710 habitants au recensement de 2019, il est situé au nord-ouest duc entre-ville.

## Histoire
Le 1er janvier 1999, dans le cadre d'un vaste plan de fusion administrative, la commune de Diepenveen est rattachée à Deventer. Elle comprend alors également les villages environnants de Schalkhaar, accueillant l'hôtel de ville, ainsi que Lettele et Okkenbroek.

## Personnalités
- Emilie Haspels est née à Diepenveen